# Jane Sowerby
Pour les articles homonymes, voir Sowerby.
Jane Sowerby est une actrice canadienne née à Kelowna en Colombie-Britannique.

## Filmographie

### Comme actrice
- 1987 : The Pink Chiquitas : Pink Chiquita
- 1993 : L'As de la crime (série télévisée) : Nancy Snyder
- 1993 : Morning Man at 88.0 (téléfilm)
- 1993 : Cobra (série télévisée) : Leann Staggers
- 1993 : Highlander (série télévisée) : Claire
- 1994 : Ski School 2 : Joyce
- 1994 : Voices from Within (téléfilm) : Debi
- 1995 : Devotion : l'amie de Sheila
- 1997 : Poltergeist: The Legacy (série télévisée) : Alice Burke
- 1998 : Dead Man's Gun (série télévisée) : Vivian
- 1998 : Shoes Off! (court métrage) : l'hôtesse
- 1999 : Chérie, j'ai rétréci les gosses (série télévisée) : Aleztra
- 1999 : A Twist of Faith : Mary Singer
- 1999 : Coroner Da Vinci (série télévisée) : Kate Mizlowski
- 1999 : The Rememberer (court métrage) : la manager du magasin de livres
- 1999 : Cold Feet (série télévisée) : Farnsworth (3 épisodes)
- 2000 : Cold Squad, brigade spéciale (série télévisée) : Lisa MacIntosh (2 épisodes)
- 2000 : 2gether (téléfilm) : la mère de QT
- 2000 : Harsh Realm (série télévisée) : Slater's Servant
- 2000 : The Linda McCartney Story (téléfilm) : Chrissy Hynde
- 2000 : Mermaid (téléfilm) : la serveuse
- 2000 : Une blonde en cavale (Beautiful Joe) : Becky
- 2000 : MVP: Most Valuable Primate : Julie Beston
- 2000 : Mysterious Ways : Les Chemins de l'étrange (série télévisée) : Fran
- 2001 : The Sports Pages (téléfilm) : Party Girl
- 2001 : Anatomy of a Hate Crime (téléfilm) : Roxanne Du Bois
- 2001 : Strange Frequency (téléfilm) : Krista
- 2001 : Big Sound (série télévisée) : Gem (2 épisodes)
- 2001 : Los Luchadores (série télévisée) : tante Charlotte
- 2001 : Hostage Negotiator (téléfilm) : Mrs. Futerman
- 2001 : Les Nuits de l'étrange (série télévisée) : Clair
- 2001 : Strange Frequency (série télévisée) : Krista
- 2001 : MVP: Most Vertical Primate : Julie
- 2001 : Dark Angel (série télévisée) : la femme au collier bleu
- 2001 : MTV's Now What? (série télévisée) : Misty
- 2001 : Snow, Sex and Sun (Out Cold) : Powder Room Woman
- 1998-2002 : Au-delà du réel : L'aventure continue (série télévisée) : Susan / Ruth (2 épisodes)
- 2000-2002 : Mentors (série télévisée) : Peggy Cates (9 épisodes)
- 2002 : Dead Zone (série télévisée) : Mary Reed
- 2002 : Cabin Pressure (téléfilm) : la mère
- 2002 : Cheats
- 2002 : Jane Post (court métrage) : Jane Post
- 2003 : Arbor Vitae (court métrage) : la femme
- 2003 : How It All Went Down : Madame X
- 2004 : 11:11 : tante Lydia
- 2004 : Sue Thomas, l'œil du FBI (série télévisée) : Monica Bennett
- 2004 : Le Messager des ténèbres (série télévisée) : Marcy
- 2004 : Ill Fated : Jan
- 2004 : Missing : Disparus sans laisser de trace (série télévisée) : Jane Smith
- 2005 : The Life and Hard Times of Guy Terrifico : Loni Lipvanchuck
- 2005 : True Crimes: The First 72 Hours (série télévisée documentaire) : Catherine Caroll
- 2006 : At the Hotel (série télévisée) : Baby Lady
- 2004-2006 : Ma vie de star (Instant Star) (série télévisée) : Victoria Harrison (23 épisodes)
- 2006 : Christmas on Chestnut Street (téléfilm) : Linda Markham
- 2007 : Secrets of an Undercover Wife (téléfilm) : Max
- 2007 : Wide Awake (téléfilm)
- 2007 : Booky & the Secret Santa (téléfilm) : tante Susan
- 2009 : You Might as Well Live : Trashy Cougar
- 2009-2010 : Cra$h & Burn (série télévisée) : Diana Vink (13 épisodes)
- 2011 : La Petite Mosquée dans la prairie (série télévisée) : l'inspectrice
- 2011 : Against the Wall (série télévisée) : Irene Givens
- 2011 : Comforting Skin : Synthia
- 2011 : Stay with Me (téléfilm) : Patty
- 2013 : Rookie Blue (série télévisée) : Wanda Starkes
- 2012-2014 : Degrassi : La Nouvelle Génération (série télévisée) : Mrs. Cohen (7 épisodes)
- 2013-2014 : Defiance (série télévisée) : Vanitso Kurr (2 épisodes)
- 2017 : Les Enquêtes de Murdoch (série télévisée) : Edna Bergman

### Comme réalisatrice
- 2002 : Jane Post (court métrage)
- 2014 : Myrtle the Turtle (court métrage)

### Comme productrice
- 2002 : Jane Post (court métrage)
- 2014 : Myrtle the Turtle (court métrage)

### Comme scénariste
- 2002 : Jane Post (court métrage)
- 2014 : Myrtle the Turtle (court métrage)